# گریگور خاچاطریان (کارگردان)
گریگور خاچاطریان (ارمنی: Գրիգոր Խաչատրյան؛  زادهٔ ۲۵ دسامبر ۱۹۷۵) بازیگر، کارگردان نمایش اهل ارمنستان است. وی از سال میلادی تاکنون مشغول فعالیت بوده است.

## زندگی‌نامه
وی در ۲۵ دسامبر ۱۹۷۵ در ایروان به دنیا آمد و از انستیتو دولتی سینما و تئاتر ایروان (۲۰۰۳) فارغ‌التحصیل گشت. وی در تئاتر نمایشی هراچیا غاپلانیان فعالیت کرده است. همچنین برندهٔ جوایزی همچون هنرمند شایسته جمهوری ارمنستان شده است.